# Skwierzyna (gromada)
Skwierzyna – dawna gromada, czyli najmniejsza jednostka podziału terytorialnego Polskiej Rzeczypospolitej Ludowej w latach 1954–1972.
Gromady, z gromadzkimi radami narodowymi (GRN) jako organami władzy najniższego stopnia na wsi, funkcjonowały od reformy reorganizującej administrację wiejską przeprowadzonej jesienią 1954 do momentu ich zniesienia z dniem 1 stycznia 1973, tym samym wypierając organizację gminną w latach 1954–1972.
Gromadę Skwierzyna z siedzibą GRN w mieście Skwierzynie (nie wchodzącym w skład gromady) utworzono 1 stycznia 1969 w powiecie gorzowskim w woj. zielonogórskim na mocy uchwały nr XV/63/68 WRN w Zielonej Górze z dnia 26 kwietnia 1968 z obszarów zniesionych gromad Murzynowo, Świniary i Trzebiszewo w tymże powiecie; równocześnie z nowo utworzonej gromady Skwierzyna wyłączono: a) wieś Brzozowiec, włączając ją do gromady Deszczno; oraz b) wieś Dobrojewo, włączając ją do gromady Lipki Wielkie – tamże.
1 stycznia 1972 do gromady Skwierzyna włączono tereny o powierzchni 2221 ha z miasta Skwierzyna w tymże powiecie.
Gromada przetrwała do końca 1972 roku, czyli do kolejnej reformy gminnej. 1 stycznia 1973 w powiecie gorzowskim reaktywowano zniesioną w 1954 roku (wówczas w powiecie skwierzyńskim) gminę Skwierzyna.